# زبیگنیف
زبیگنیف (به لهستانی: Zbigniew) پسر اول وادیسواو اول و برادر بولسواو سوم بود که نامشروع اعلام شده و به کلیسا فرستاده شد تا کشیش شود. پس از مدتی با فشار نخبگان لهستان او به کشور بازگردانده شد و پدرش لهستان را میان او و برادرش تقسیم کرد. 
پس از مرگ پدرش، زبیگنیف حاکم شمال لهستان شد و مانند برادرش به حکمرانی می‌پرداخت اما او که بردار بزرگ‌تر بود سودای حکمرانی بر کل کشور را داشت. در طی سال‌های ۱۱۰۲ تا ۱۱۰۶ جنگ‌های جانشینی میان و او بردارش در گرفت که منجر به شکست زبیگنیف و فرارش به آلمان شد. چند سال بعد در ۱۱۰۹ هاینریش پنجم، امپراتور روم مقدس به بهانه بازگرداندن تاج و تخت به زبیگنیف  تهاجمی را به لهستان سازمان دهی کرد که آن نیز به شکست منجر شد. چند سال بعد بولسواو سوم که اینبار شکست خوده بود پذیرفت تا بردارش به لهستان بازگردد. زبیگنیف به لهستان بازگشت و چند عنوان حکومتی گرفت اما به دلایلی نامعلوم نابینا شد و مدتی بعد درگذشت. 